# Pseudunio marocanus
Margaritifera marocana
Espèce
Synonymes
- voir paragraphe #Synonymes

Statut de conservation UICN

 CR A2c; C1 : 
En danger critique
Pseudunio marocanus, anciennement Margaritana marocana, est une espèce de mollusques bivalves d'eau douce de la famille des Margaritiferidae. Endémique des oueds Denna, Abid, et Beth au Maroc, l'espèce est considérée comme en danger critique d'extinction par l'Union internationale pour la conservation de la nature qui l'a classée sur la liste des 100 espèces les plus menacées au monde en 2012.

## Systématique
L'espèce Pseudunio marocanus a été initialement décrite en 1918 par le malacologiste franco-algérien Paul Pallary (1869-1942) sous le protonyme de Margaritana marocana.

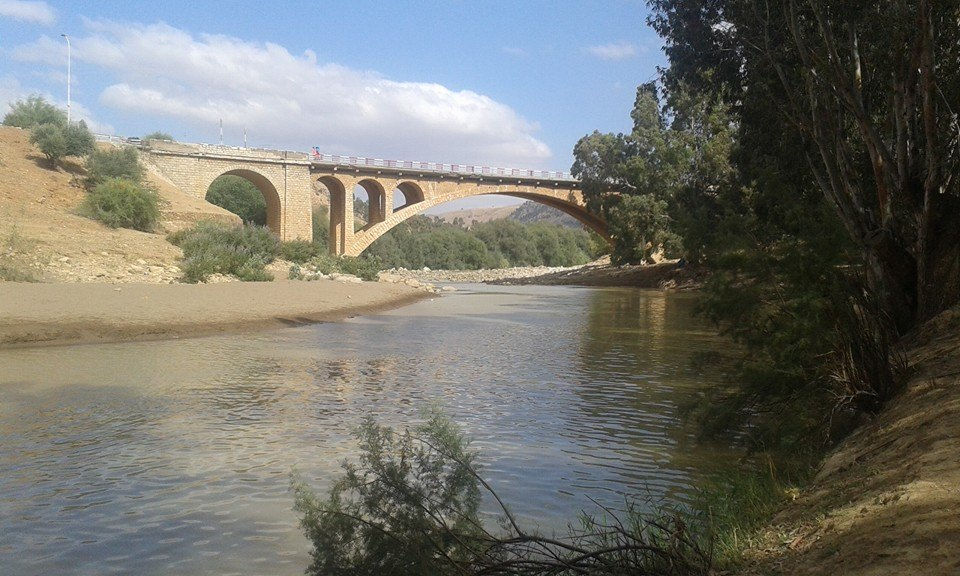
L'oued Beht, habitat de Pseudunio marocanus.

## Synonymes
- Margaritana marocana Pallary, 1918[1]
- Margaritana redomica P.M. Pallary, 1923[2]
- Margaritana redonnica P. Jodot, 1952[2]
- Margaritifera (Pseudunio) marocana (Pallary, 1918)[1]
- Margaritifera dernaica P.M. Pallary, 1928[2]
- Margaritifera marocana (Pallary, 1918)[1]
- Margaritifera maroccana F. Haas, 1940[2]
- Margaritifera rodomica Ziuganov & al., 1994[2]

### Publication originale
- Paul Pallary, « Diagnoses d'une cinquantaine de mollusques terrestres nouveaux du Nord de l'Afrique », Bulletin de la Société d'Histoire Naturelle d'Afrique du Nord, Alger, vol. 9, no 7,‎ 15 juillet 1918, p. 137-152 (ISSN 2105-2271).